# Cadwallon (jeu)
Pour les articles homonymes, voir Cadwallon.
Cadwallon est un jeu de rôle sur table français médiéval-fantastique publié par Rackham en 2006. Il se déroule dans le monde d'Aarklash et propose d’interpréter un membre d’une Ligue Franche. 
Les combats et « oppositions » sont gérés grâce au système de Gaming Tiles.
Ce système repose sur l'utilisation de grilles illustrées représentant les lieux où évoluent les personnages, eux-mêmes représentés par des figurines.
Chaque grille de carton décrit un lieu vu du ciel (une auberge, une rue, une pièce, un dock ...) à l'aide d'une illustration couleur. Cette illustration est divisée en cases de 2,5 cm de côté, permettant le placement des figurines.
Les publications sont divisées deux parties : 
- Le manuel des joueurs. Un livre de 352 pages qui décrit les règles générales et des informations sur l’univers.
- Secrets. 2 volumes sont parus, ils sont destinés uniquement au maître du jeu.

Ce jeu n'est plus distribué depuis la disparition de Rackham.